# Leptusa bakeri
Leptusa bakeri är en skalbaggsart som först beskrevs av Thomas Casey 1911.  Leptusa bakeri ingår i släktet Leptusa och familjen kortvingar. Inga underarter finns listade i Catalogue of Life.